# Vanonus wickhami
Vanonus wickhami es una especie de coleóptero de la familia Aderidae.

## Distribución geográfica
Habita en el norte de América del Norte.